# Alex Manoogian
Alex Manoogian, född 1901 i Smyrna, Osmanska riket, död 10 juli 1996 i Detroit, USA, amerikansk affärsman av armenisk börd. Var en av de som överlevde det armeniska folkmordet.